# Candidatura d'Unitat Popular - Defensem la Terra
La Candidatura d'Unitat Popular - Defensem la Terra (CUP-DT) és una coalició electoral formada per la Candidatura d'Unitat Popular i Capgirem que va néixer el 25 de març de 2024 amb l'objectiu de presentar-se a les eleccions al Parlament de Catalunya de 2024. La seva cap de candidatura és Laia Estrada i Cañón.
Lluita Internacionalista va demanar el vot per la candidatura, tot i no tenir-hi representació de militants. L'organització Anticapitalistes va afirmar que "un bon resultat de la CUP seria una bona notícia" i va considerar que "és el vot més coherent" en les eleccions del 12 de maig de 2024.
La candidatura va obtenir 127.108 vots, el 4,09% i 4 escons, cinc menys dels que va obtenir Candidatura d'Unitat Popular - Un nou cicle per guanyar a les eleccions al Parlament de Catalunya de 2021.